# 현도훈
현도훈(玄到勲, 1993년 1월 13일 ~ )은 KBO 리그 롯데 자이언츠의 투수이다. 개명 전 이름은 '현기형'이다.

## 한국 독립야구 시절

### 파주 챌린저스시절
2017년에 입단하였다.

## 한국 프로야구 시절

### 두산 베어스시절
2018년에 육성선수로 입단하였다. 2018년 5월 8일 KIA 타이거즈와의 경기에 선발 등판하며 데뷔 첫 경기를 치렀고, 경기에서 4.1이닝 7실점을 기록했다. 2018년 11월 27일에 방출됐다. 방출 후 2021년에 복귀하였고, 2022년 시즌 후 다시 방출됐다.

### 롯데 자이언츠시절
2023년에 입단하였다.

## 출신 학교
- 경기 풍양초등학교 (남양주리틀)
- 서울 신일중학교
- 교토고쿠사이고등학교
- 규슈 공립대학

## 통산 기록
| 연도 | 팀명  | 평균자책점 | 경기 | 완투 | 완봉 | 승 | 패 | 세 | 홀 | 승률  | 타자 | 이닝 | 피안타 | 피홈런 | 볼넷 | 사구 | 탈삼진 | 실점 | 자책점 |
| ---- | ----- | ---------- | ---- | ---- | ---- | -- | -- | -- | -- | ----- | ---- | ---- | ------ | ------ | ---- | ---- | ------ | ---- | ------ |
| 2018 | 두산  | 7.27       | 3    | 0    | 0    | 0  | 1  | 0  | 0  | 0.000 | 42   | 8⅔   | 11     | 2      | 6    | 1    | 5      | 7    | 7      |
| 2021 | 두산  | 12.46      | 5    | 0    | 0    | 0  | 0  | 0  | 0  | 0.000 | 46   | 8⅔   | 9      | 1      | 13   | 0    | 9      | 12   | 12     |
| 2024 | 롯데  | 9.00       | 8    | 0    | 0    | 0  | 1  | 0  | 0  | 0.000 | 50   | 10   | 15     | 2      | 6    | 0    | 8      | 11   | 10     |
| 통산 | 3시즌 | 9.55       | 16   | 0    | 0    | 0  | 2  | 0  | 0  | 0.000 | 88   | 27⅓  | 35     | 5      | 25   | 1    | 22     | 30   | 29     |